# EHF European League 2025-2026 (maschile)
L'EHF European League 2025-2026 sarà la 45ª edizione della EHF European League, la seconda coppa per club più importante d'Europa, organizzata dall'European Handball Federation (EHF).

## Squadre partecipanti
Alla manifestazione partecipano 44 squadre, 20 già ammesse alla fase a gironi e le restanti 24 al turno di qualificazione. Non sono state ammesse squadre russe e bielorusse.
| Fase a gironi                     | Fase a gironi              | Fase a gironi           | Fase a gironi         |
| --------------------------------- | -------------------------- | ----------------------- | --------------------- |
| MT Melsungen                      | RK NEXE Našice             | Fredericia HK           | Kadetten Schaffhausen |
| IFK Kristianstad                  | RK Vardar                  | FTC-Green Collect       | Grosist Slovan        |
| HT Tatran Prešov                  | Potaissa Turda             | FC Porto                | Fenix Toulouse        |
| SG Flensburg-Handewitt            | S.L. Benfica               | Montpellier Handball    | Abanca Ademar León    |
| REBUD Ostrovia Ostrów Wielkopolsk | Fraikin Granollers         | Knattspyrnufélagið Fram | THW Kiel              |
| Qualificazioni                    |                            |                         |                       |
| Skanderborg AGF                   | HK Malmö                   | Elverum Håndball        | ABC Braga             |
| RK Alkaloid                       | Irudek Bidasoa Irun        | TSV Hannover-Burgdorf   | RK Gorenje Velenje    |
| HC Kriens-Luzern                  | Maritimo de Madeira        | IK Sävehof              | Stjarnan              |
| CS Minaur Baia Mare               | Saint-Raphael Var Handball | Mors-Thy Håndbold       | MRK Sesvete           |
| MRK Čakovec                       | Batcho Torrelavega         | RK Partizan             | Banik Karvina         |
| BSV Berna                         | KGHM Chrobry Glogów        | HF Karlskrona           | MRK Dugo Selo         |

## Qualificazioni
Il sorteggio per il turno di qualificazioni si è tenuto il 15 luglio a Vienna.
La squadra eliminata dal doppio incontro tra Partizan e Banik Karvina parteciperà al secondo turno di European Cup.
| Squadra 1           | Totale | Squadra 2           | Andata | Ritorno |
| ------------------- | ------ | ------------------- | ------ | ------- |
| Hannover-Burgdorf   | –      | Alkaloid            | –      | –       |
| Mors-Thy            | –      | Saint-Raphaël       | –      | –       |
| Gorenje Velenje     | –      | Kriens-Luzern       | –      | –       |
| Irudek Bidasoa Irun | –      | ABC Braga           | –      | –       |
| Chrobry Glogów      | –      | Karlskrona          | –      | –       |
| Minaur Baia Mare    | –      | Stjarnan            | –      | –       |
| Sävehof             | –      | Malmö               | –      | –       |
| Dugo Selo           | –      | Sesvete             | –      | –       |
| Elverum             | –      | Batcho Torrelavega  | –      | –       |
| BSV Berna           | –      | Čakovec             | –      | –       |
| Skanderborg AGF     | –      | Maritimo de Madeira | –      | –       |
| Partizan            | –      | Banik Karvina       | –      | –       |